# Zatrzymać gniew
Zatrzymać gniew – czwarty album studyjny polskiego zespołu hip-hopowego PMM. Wydawnictwo ukazało się 2 września 2013 roku nakładem wytwórni muzycznej Prosto. Materiał został wyprodukowany przez O.S.T.R.-a i Killing Skills. Wśród gości na płycie znaleźli się O.S.T.R., Ero, Hades, Paluch, Kajman, Łona, Bonson, Ras Luta, Asia Rektor oraz Maja. Scratche wykonali DJ Twister oraz DJ Haem. W ramach promocji albumu, zostały zrealizowane teledyski do utworów: „Tak Trzymaj”, „Gdziekolwiek Jestem Gdziekolwiek Będę” oraz „Sprawa dla Dżentelmena”
Do albumu została dołączona druga płyta CD na której znalazł się mixtape zrealizowany przez DJ-a Haema.
Album dotarł do 7. miejsca polskiej listy sprzedaży OLiS.

## Lista utworów
Opracowano na podstawie materiału źródłowego.
1. „Zatrzymać gniew” (gościnnie: Hades, scratche: DJ Twister) – 3:33
2. „Tak trzymaj” (scratche: DJ Twister) – 3:05
3. „To był bardzo dobry dzień” (scratche: DJ Twister) – 2:43
4. „Moi ludzie są tu” (gościnnie: Ero, scratche: DJ Haem) – 4:06
5. „Gdziekolwiek jestem, gdziekolwiek będę” – 3:44
6. „Proszę bardzo” (scratche: DJ Haem) – 3:29
7. „Nie mam ci tego za złe” (gościnnie: Paluch i Kajman) – 3:48
8. „Kim jesteś” (scratche: DJ Haem) – 3:57
9. „Ostatni dzień cz. 1" (scratche: DJ Twister) – 3:27
10. „Chłód” (gościnnie: O.S.T.R., scratche: DJ Haem) – 2:56
11. „Sprawa dla dżentelmena” (scratche: DJ Haem) – 3:40
12. „Nie robię nic” (gościnnie: Maja) – 3:30
13. „Pewnego razu w Szczecinie” (gościnnie: Łona i Bonson, scratche: DJ Twister) – 3:43
14. „Za późno na miłość” (gościnnie: O.S.T.R. i Ras Luta) – 4:37
15. „Nic więcej” (gościnnie: Asia Rektor) – 4:06
16. „Ostatni dzień cz. 2" – 4:04

| Bonus CD 2 |
| --- |
| 1. „Pochodzę z bloków” / „Kiedy mówię” - 3:12 2. „Status” / „Jaki fach taki fant” / „Keep It On” - 3:24 3. „Nie przerywaj mi (Remix)” - 3:03 4. „SZN wita (Remix)” – 4:49 5. „Tpnd Rmx” – 3:44 6. „Gdybym mógł” / „Właśnie to mam na myśli” – 2:24 7. „Ulica Patrzy (Remix)” – 1:49 8. „Życie wypisane na twarzy” / „Za dużo widzę” – 2:24 9. „Hustlerski system (Remix)” – 2:11 10. „Trzymam się planu” – 1:28 11. „Pierwszy raz” / „U. T. K. N. P.” – 2:39 |